# Traqueotomía

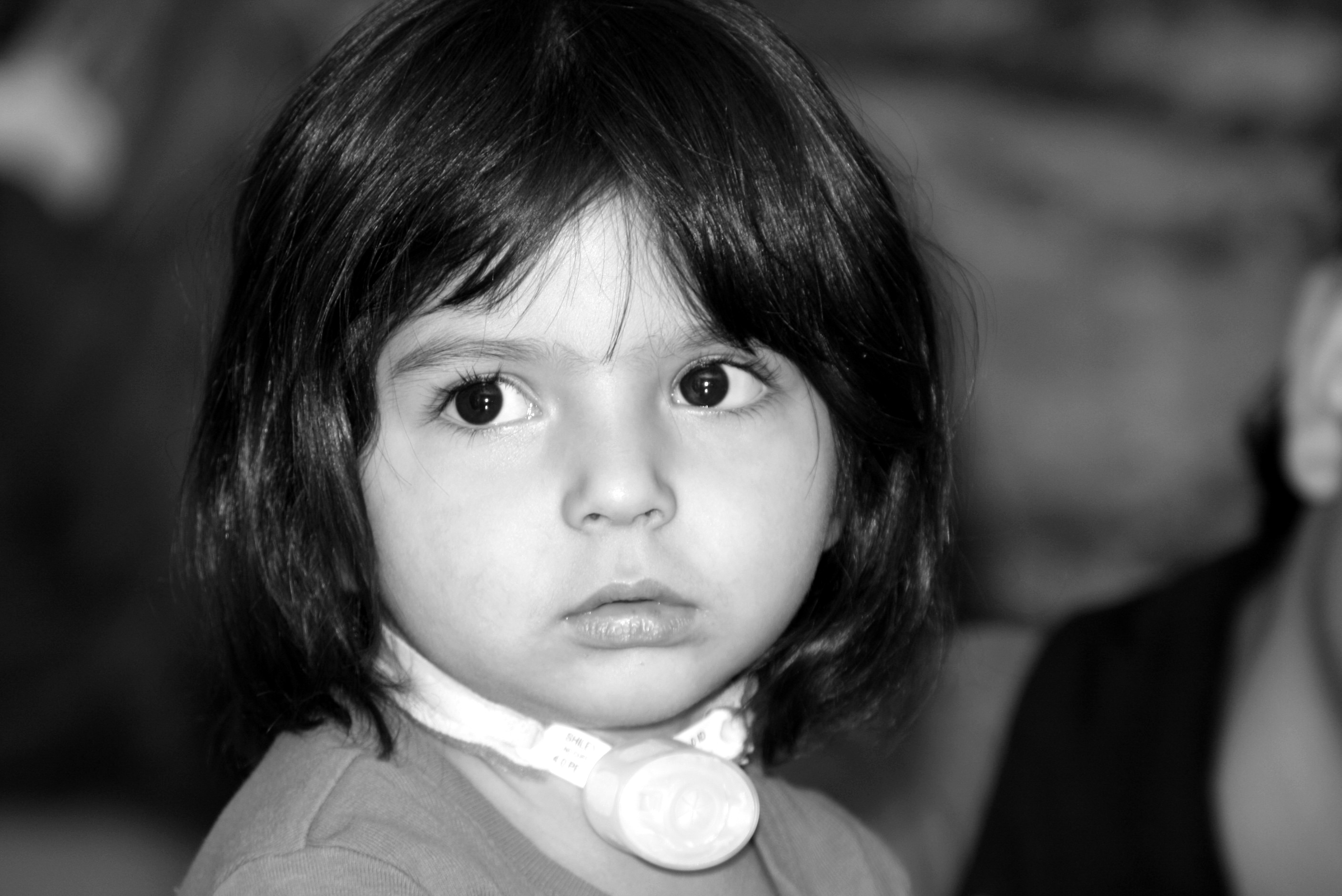
Nazia, una niña afgana, accidentalmente se tragó una batería que quedó alojada en su garganta, destruyéndole la tráquea. Médicos estadounidenses realizaron una traqueotomía para salvarle la vida.

La traqueotomía es un procedimiento quirúrgico mediante el cual se hace una incisión en la tráquea para extraer cuerpos extraños, tratar lesiones locales u obtener muestras para biopsias y, a diferencia de otros procedimientos similares, supone el cierre inmediato de la incisión traqueal.
Este término no debe ser confundido (aunque es frecuente incluso en la literatura médica) con otros procedimientos quirúrgicos como la traqueostomía (abertura realizada en la tráquea, en la cual se inserta un tubo o cánula para facilitar el paso del aire a los pulmones), la realización de un traqueostoma (abocadura de la tráquea a la superficie del cuello para laringectomizados) o la cricotirotomía (procedimiento de urgencia realizado entre los cartílagos tiroides y cricoides).
Son muchas las enfermedades y situaciones de urgencia que hacen necesaria la traqueostomía.